# جیلالی عبدی
جیلالی عبدی (انگلیسی: Djilali Abdi; ۲۵ نوامبر ۱۹۴۳ – ۲ فوریهٔ ۲۰۲۲) بازیکن فوتبال اهل الجزایر بود.
وی همچنین در تیم ملی فوتبال الجزایر بازی کرده‌است.